# مرض الفيروس الرئوي البشري
عدوى الفيروس الرئوي البشري (hMPV) هي عدوى فيروسية تؤدي عادةً إلى السعال والحمى واحتقان الأنف والتهاب الحلق، وقد تسبب في بعض الأحيان نزلة برد أو التهابًا رئويًا مصحوباً بضيق في التنفس أو ألم في الصدر، وتتراوح المدة بين التقاط العدوى وظهور الأعراض عادةً من 3 إلى 6 أيام.
يرجع ذلك إلى الفيروس الرئوي البشري الذي ينتمي إلى عائلة الفيروسات الرئوية ‏،  الذي ينتشر بين الأشخاص عبر الهواء ومن خلال الأشياء الملوثة. ويمكن تأكيد التشخيص عن طريق تفاعل البوليميراز المتسلسل (PCR) ولكن هذا لا يكون مطلوبًا في كثير من الأحيان.
تتمثل الوقاية بارتداء كمامة، وتحسين التهوية، وغسل اليدين، وتجنب الأشخاص المرضى. لم يوجد لقاح متاح حتى عام 2024،  غير أن العلاج يدعم باستخدام مسكنات الألم، وشرب كميات كافية من السوائل، والحصول على قسط كافٍ من الراحة، إذ لا يوجد دواء محدد، وستتحسن الأعراض عمومًا بعد بضعة أيام.
تُعدّ عدوى الفيروس الرئوي البشري شائعة لدى الأطفال الصغار، كما يصاب بها كبار السن، وأولئك الذين يعانون من ضعف المناعة بشكل متكرر. وفي مناطق العالم التي تمر بفصول السنة المختلفة، تحدث هذه العدوى عادةً خلال فصليّ الشتاء والربيع، وقد شهدت الصين زيادة في الحالات في يناير 2025، مع احتمال زيادة حالات الاستشفاء، حيث صرحت الحكومة هناك بأن هذه عدوى موسمية وقد ظهرت حالات أيضًا في الهند وماليزيا وكازاخستان، وعلى الرغم من عزل الفيروس لأول مرة في عام 2001، إلا أنه موجود منذ عقود.